# La Musique de Gingivite
La Musique de Gingivite est un épisode de la série télévisée d'animation Les Simpson. Il s'agit du dix-septième épisode de la trente-troisième saison et du 723e de la série.

## Synopsis
Lisa rencontre le fils du regretté musicien Murphy Gencives Sanglantes et tente d’améliorer sa vie.

## Réception
Lors de sa première diffusion, l'épisode a attiré 0,95 million de téléspectateurs. Il s'agit du premier épisode de l'histoire de la série qui a connu une audience inférieure à 1 million de téléspectateurs